# Friedemann Keßler (Politiker)
 Friedemann Keßler (* 1. November 1928 in Siegen; † 9. Juli 1985 in Trier) war ein deutscher Rechtsanwalt und Kommunalpolitiker, zuletzt Oberbürgermeister von Siegen.

## Leben und Beruf
Friedemann Keßler besuchte das Gymnasium am Löhrtor in Siegen, wo er nach dem Zweiten Weltkrieg und seiner Rückkehr aus der Kriegsgefangenschaft sein Abitur ablegte. Als Soldat der Wehrmacht war er 1944 an der französischen Westfront in US-amerikanische Kriegsgefangenschaft geraten.
Keßler studierte Rechtswissenschaften in Marburg, wo er 1950 Mitglied des Corps Guestphalia wurde. 1956 leitete er den Kösener Senioren-Convents-Verband und war er Vorsitzender des Kösener Congresses. Nach der Ersten und Zweiten Juristischen Staatsprüfung trat Keßler 1958 in eine Anwaltskanzlei im Siegener Stadtteil Geisweid ein, die er später selbständig weiterführte.
Friedemann Keßler starb am 9. Juli 1985 an den Folgen einer schweren Erkrankung.

## Politik
Keßler war von 1961 Stadtverbandsvorsitzender der CDU in Siegen und von 1968 bis 1981 Kreisvorsitzender zunächst des CDU-Kreisverbandes Siegen, ab 1974 des Kreisverbandes Siegen-Wittgenstein. In den Jahren 1977 bis 1981 gehörte Keßler zudem dem Präsidium und dem Vorstand des CDU-Landesverbandes Nordrhein-Westfalen an.
Mit seinem Ausscheiden als CDU-Kreisvorsitzender wurde Keßler wegen seiner Verdienste um die Partei 1981 zum Ehrenvorsitzenden der CDU Siegen-Wittgenstein gewählt, nach seinem frühen Tod 1985 wurde das Haus des CDU-Kreisverbandes in Siegen in Würdigung seiner Verdienste in Friedemann-Keßler-Haus benannt.
Keßler wurde bei der Kommunalwahl 1961 erstmals in das Stadtparlament in Siegen gewählt. Dem Siegener Stadtrat gehörte er bis zu seinem Tod 1985 an. Nach der kommunalen Neugliederung wurde Keßler am 21. Mai 1975 für die kommunale Wahlperiode bis 17. Oktober 1979 mit einer Zählgemeinschaft aus CDU und FDP im Stadtrat zum letzten (ehrenamtlichen) Oberbürgermeister der um die eingemeindeten Städte Eiserfeld und Hüttental größeren Stadt Siegen gewählt.
Obwohl die Amtsbezeichnung Oberbürgermeister mit der kommunalen Gebietsreform in Nordrhein-Westfalen nicht mehr für große kreisangehörige Städte wie die Stadt Siegen vergeben werden konnte und nur noch den großen kreisfreien Städten des Landes zustand, konnte Keßler als letzter Siegener Ratsvorsitzender diese Amtsbezeichnung deshalb noch führen, weil zum Zeitpunkt seiner Wahl die Stadt Siegen noch einen Oberstadtdirektor, Kurt Seibt, als Verwaltungschef hatte, dessen Amtszeit erst nach der Wahl des Ratsvorsitzenden am 30. Juni 1975 endete.

## Auszeichnungen
Keßler erhielt im November 1979 das Ehrensiegel der Stadt Siegen für sein kommunalpolitisches Engagement; 1980 wurde ihm das Verdienstkreuz am Bande des Verdienstordens der Bundesrepublik Deutschland verliehen.